# Ichneutica insignis
Ichneutica insignis là một loài bướm đêm thuộc họ Noctuidae. Nó là loài đặc hữu của New Zealand.
Ấu trùng ăn cái loài thực vật Pinus radiata và Pseudotsuga.

## Hình ảnh

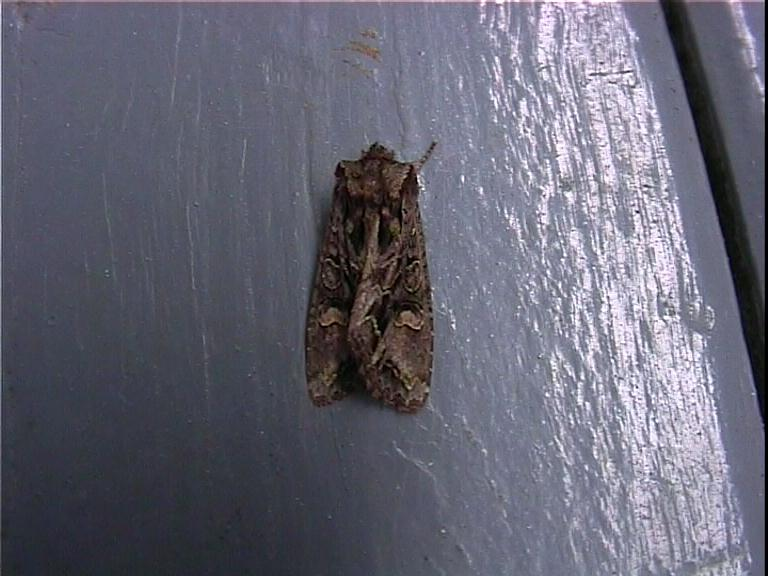
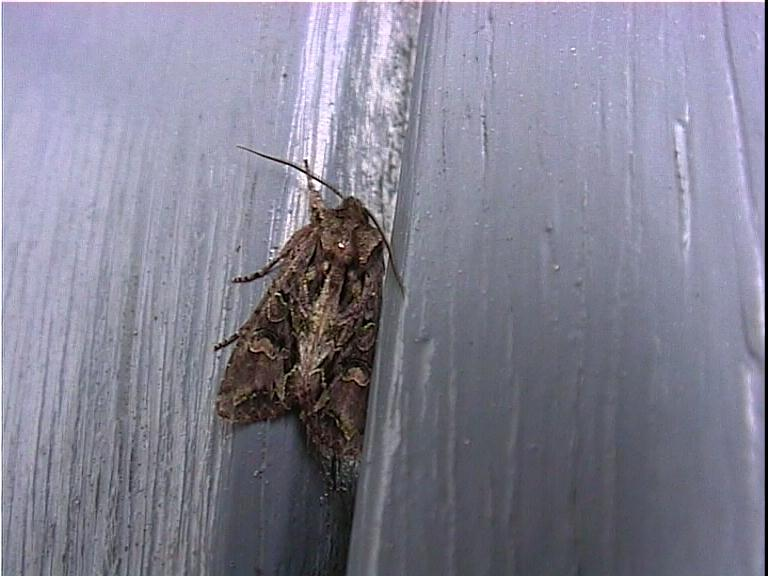